# Consulat général de Belgique à Lille
 (décembre 2023).
Si vous disposez d'ouvrages ou d'articles de référence ou si vous connaissez des sites web de qualité traitant du thème abordé ici, merci de compléter l'article en donnant les références utiles à sa vérifiabilité et en les liant à la section « Notes et références ».
Le consulat général de Belgique à Lille était une représentation consulaire du Royaume de Belgique en France. 

## Histoire du consulat
Avant même la création du consulat général de Belgique à Lille en 1934, des consuls honoraires étaient présents dans l'actuelle région des Hauts-de-France dès le XIXe siècle. 
Le consulat était établi depuis 1948 dans un hôtel particulier, bâti en 1902 par l'architecte Georges Dehaudt dans le style néo-classique, situé 10 rue du Maréchal-de-Lattre-de-Tassigny à Lille. 
Territorialement compétent sur les anciennes régions du Nord-Pas-de-Calais et de la Picardie, cette circonscription, où résident environ 25 000 ressortissants belges, était l'une des plus importantes de France. 
Le 29 octobre 2003, il accueille, à l'occasion d'une visite à Lille, le roi Albert II et la reine Paola. 

## Fermeture et remplacement par un consulat honoraire
Le consulat général de Belgique à Lille ferme ses portes le 25 juin 2015. Cette fermeture fait suite à la décision du Service public fédéral des Affaires étrangères de « rationaliser le réseau diplomatique belge (...) dans un contexte de rigueur budgétaire. »
Sur proposition de Vincent Mertens de Wilmars, alors ambassadeur de Belgique en France, le roi Philippe décide de la création d'un consulat honoraire de Belgique à Lille. Cette décision est officialisée par une lettre de provision faite à Bruxelles, le 6 septembre 2017. Depuis cette date, Marc Delbeke assure la charge de consul honoraire de Belgique à Lille. 
Le consulat honoraire est situé au 130 boulevard de la Liberté à Lille.